# ایستگاه متروی چرینگ کراس
ایستگاه چرینگ کراس یکی از ایستگاه‌های خط بیکرلو متروی لندن است که در ناحیه چرینگ کراس قرار دارد و در ۱۰ مارس ۱۹۰۶ افتتاح شده است.